# 吴宏助
吴宏助，山西万泉（今山西万荣）人，清朝政治人物。同进士出身。
康熙四十八年（1709年），登己丑科進士，曾于康熙六十一年（1722年）接替甘国雄任青浦县知县一职，1723年由侯三锡接任。